# Liste der Monuments historiques in Rimling
Die Liste der Monuments historiques in Rimling führt die Monuments historiques in der französischen Gemeinde Rimling auf.

## Liste der Objekte
| Bezeichnung | Beschreibung                                                                                        | Standort                       | Kennzeichnung | Schutzstatus | Datum | Bild |
| ----------- | --------------------------------------------------------------------------------------------------- | ------------------------------ | ------------- | ------------ | ----- | ---- |
| Hauptaltar  | Altartisch, Retabel und Tabernakel; Holz, farbig gefasst und vergoldet, 1739 von Johann Martersteck | in der Kirche St-Pierre (Lage) | PM57000279    | Classé       | 1985  |      |
| Kanzel      | Holz, farbig gefasst, Mitte des 18. Jahrhunderts                                                    | in der Kirche St-Pierre (Lage) | PM57000280    | Classé       | 1985  |      |